# Morena (Indien)
Morena ist eine Stadt im indischen Bundesstaat Madhya Pradesh. Die Stadt befindet sich im Norden des Bundesstaates und ist ca. 39 km von Gwalior entfernt.
Die Stadt ist das Verwaltungszentrum des gleichnamigen Distrikt Morena. Morena hat den Status eines Municipal Council. Die Stadt ist in 39 Wards gegliedert.

## Demografie
Die Einwohnerzahl der Stadt liegt laut der Volkszählung von 2011 bei 200.482. Morena hat ein Geschlechterverhältnis von 850 Frauen pro 1000 Männer und damit einen für Indien üblichen Männerüberschuss. Die Alphabetisierungsrate lag bei 79,2 % im Jahr 2011. Knapp 90 % der Bevölkerung sind Hindus, ca. 8 % sind Muslime und ca. 2 % gehören einer anderen oder keiner Religion an. 13,5 % der Bevölkerung sind Kinder unter 6 Jahren.

## Infrastruktur
Die Stadt ist über ihren Bahnhof mit dem Rest Indiens verbunden. Über einen National Highway sind von der Stadt aus die Nachbarstaaten Rajasthan und Uttar Pradesh zu erreichen.

## Sehenswürdigkeiten
In der unmittelbaren Umgebung der Stadt befinden sich einige bedeutende Sehenswürdigkeiten. Darunter sind der Bateshwar-Tempel, der Chausath-Yogini-Tempel und das Sabalgarh Fort.